# Майк Ландсманн
Майк Ландсманн (нім. Maik Landsmann, 25 жовтня 1967) — німецький велогонщик.
Олімпійський чемпіон 1988 року в роздільній командній гонці.